# Fyrisvellir

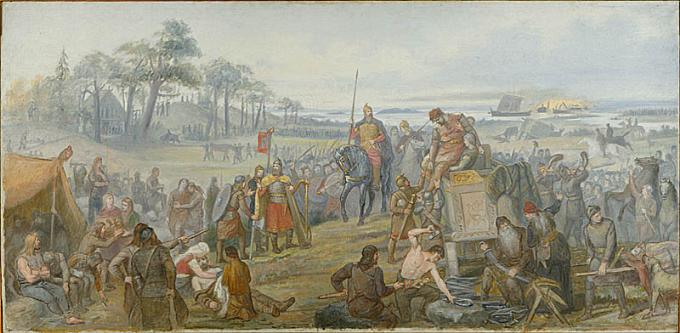
Schilderij "Na de slag van Fyrisvellir", door Mårten Eskil Winge (1888).

Fyrisvellir was de moerassige vlakte (Vellir) ten zuiden van Gamla Uppsala waar reizigers de schepen moesten verlaten om te voet verder te trekken naar de Tempel van Uppsala en de hal van de Zweedse koning.
De naam komt van het Oudnoorse Fyrva wat "weg te ebben" betekent en verwees naar de gedeeltelijk overspoelde drassige vlakten die tegenwoordig zijn drooggevallen en waar zich de stad Uppsala bevindt. In de Middeleeuwen was er een koninklijk landgoed genaamd Førisæng  of "Fyrisweide" in de buurt van dit gebied. De kleine meren Övre Föret en Nedre Föret zijn overblijfselen van dit moeras en behielden een moderne vorm van het woord Fyri.
Volgens de Noordse mythologie vond de strijd tussen Haki en Hugleik, en later die tussen Haki en Jorund, plaats op deze vlakte. Het was ook de locatie van de Slag van Fyrisvellir tussen Erik de Overwinnaar en zijn neef Styrbjörn de Sterke in het jaar 980.
Een sage over Hrólf Kraki vertelt dat hij goud op deze vlakte gooit wanneer hij en zijn gevolg vluchtten voor de Zweedse koning Aðils. Het gevolg van de koning staakt de achtervolging om het goud te verzamelen. In Skaldische poëzie werd goud vaak aangeduid met de kenning "het zaad van Fyrisvellir".